# UQCRC1
UQCRC1‏ (Ubiquinol-cytochrome c reductase core protein 1) هوَ بروتين يُشَفر بواسطة جين UQCRC1 في الإنسان.